# 穆利内 (洛特-加龙省)
穆利内（法語：Moulinet，法語發音：[mulinɛ] ⓘ）是法国洛特-加龙省的一个市镇，属于洛特河畔新城区。

## 地理
穆利内（44°32'29"N, 0°34'55"E）面积14.57 平方千米，位于法国新阿基坦大区洛特-加龍省，该省份为法国西南部内陆省份，北起多爾多涅省，西接吉倫特省和朗德省，南至热尔省，东临塔恩-加龙省和洛特省。
与穆利内接壤的市镇（或旧市镇、城区）包括：博加、康孔、蒙巴于斯、蒙维耶勒、圣莫里斯-德莱斯塔佩勒。
穆利内的时区为UTC+01:00、UTC+02:00（夏令时）。

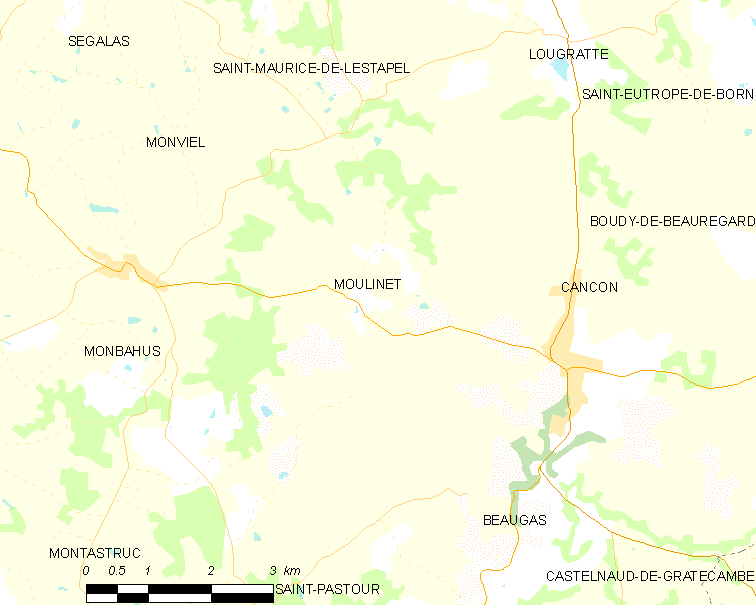
穆利内的OSM定位图

## 行政
穆利内的邮政编码为47290，INSEE市镇编码为47193。

## 政治
穆利内所属的省级选区为上阿日奈-佩里戈尔县。

## 人口

1962-2008年间穆利内人口变化图示

穆利内于2022年1月1日时的人口数量为197人。